# Jakub Natanson

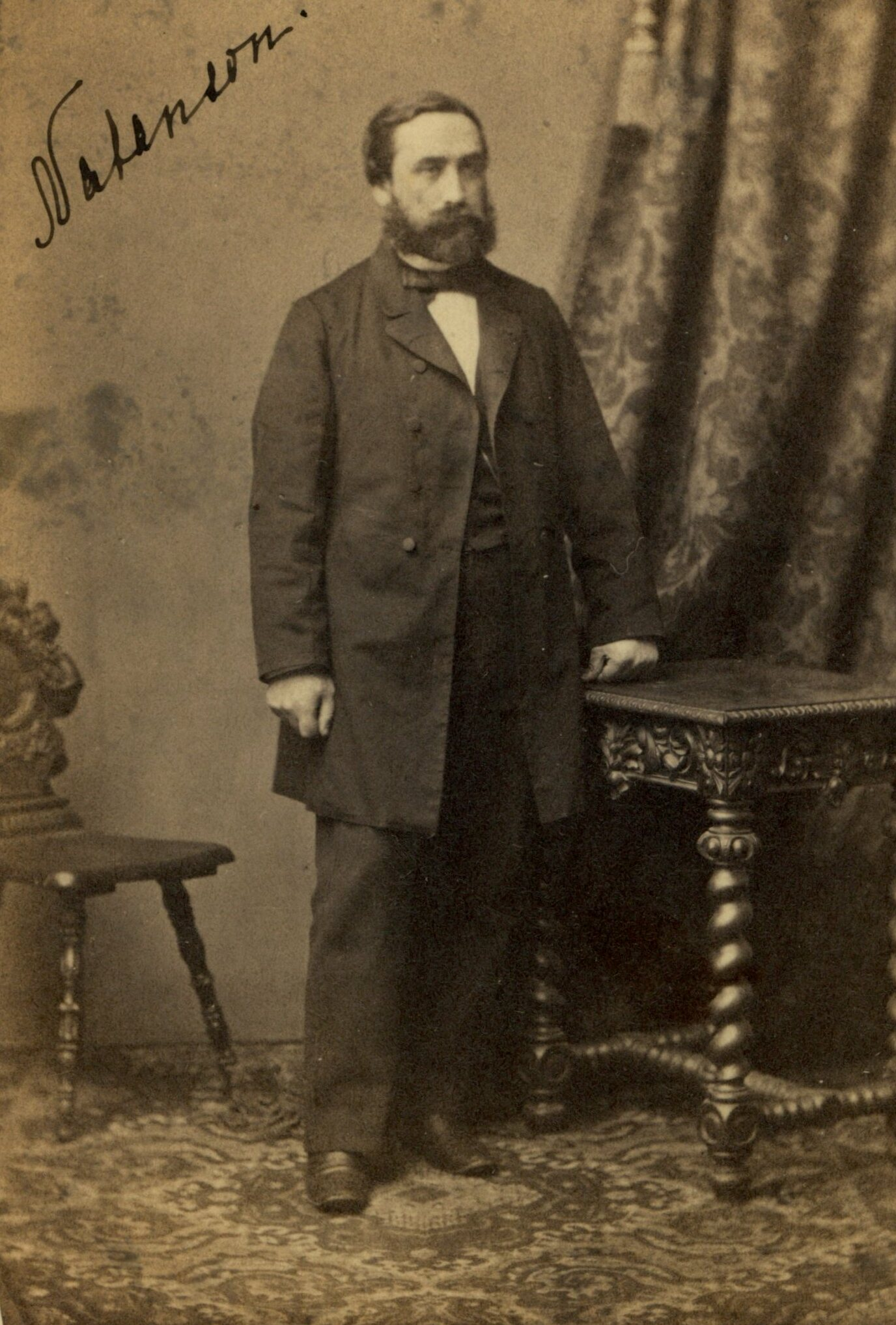
Jakub Natanson, 1861 r.

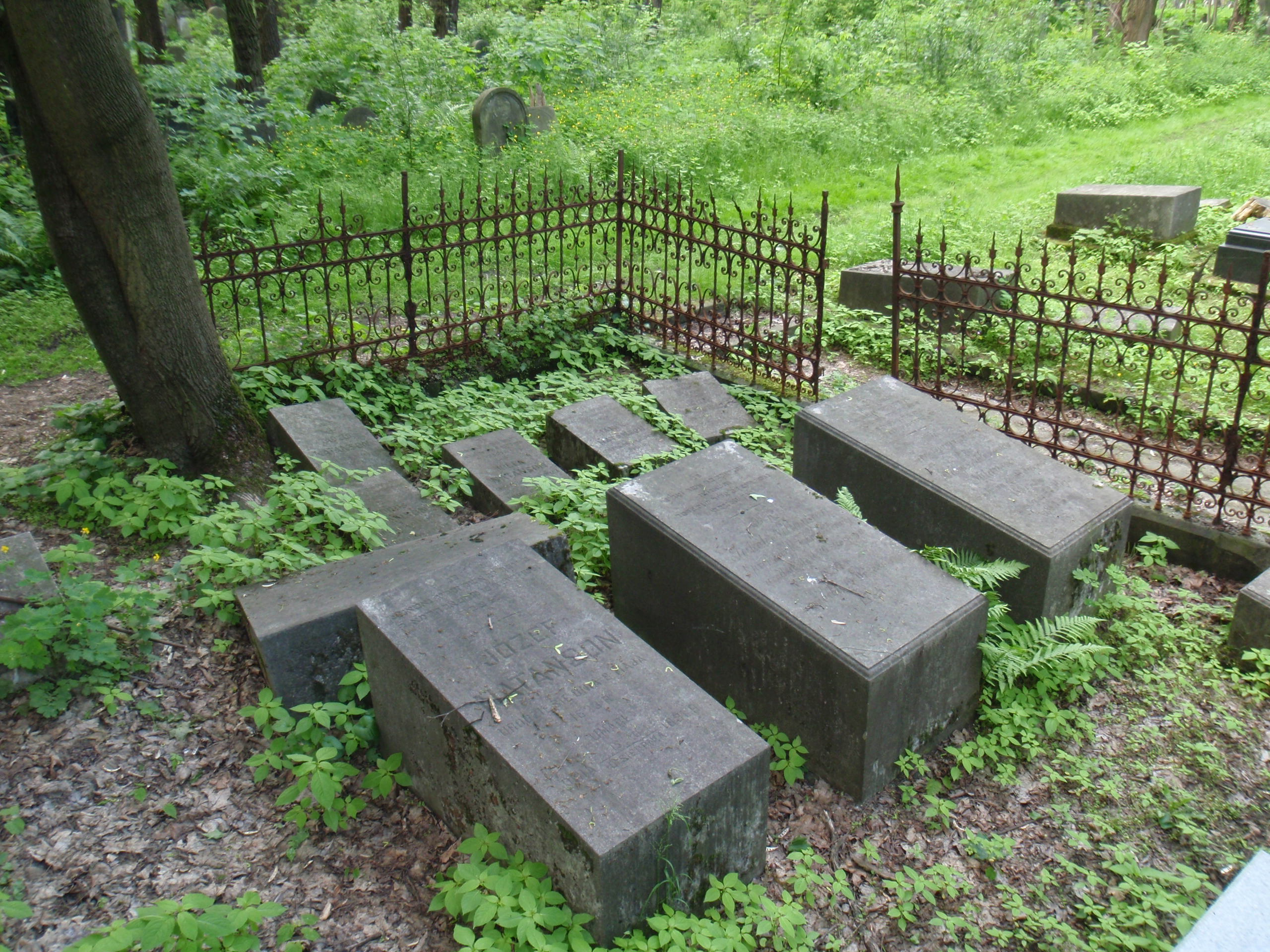
Grób Jakuba Natansona w kwaterze rodzinnej na cmentarzu żydowskim w Warszawie (środkowy w pierwszym rzędzie)

Jakub Natanson (ur. 20 sierpnia 1832 w Warszawie, zm. 14 września 1884 tamże) – polski chemik i finansista żydowskiego pochodzenia. Jeden z założycieli Kasy im. J. Mianowskiego, wolnomularz W 1855 jako pierwszy chemik zsyntetyzował fuksynę.
Był jednym z dwanaściorga dzieci małżeństwa Samuela Natansona i Leokadii z domu Weinreb. Samuel Natanson – kupiec bławatny, fabrykant i bankier dbał o wykształcenie synów, wychowywano ich w poszanowaniu tradycji polskiej i żydowskiej.
Do szkoły uczęszczał w Radomiu i w Warszawie, gdzie ukończył Gimnazjum Realne w 1852 wyróżniony srebrnym medalem.
- 1852–1856 studiował chemię na uniwersytecie w Dorpacie (dziś Tartu, środkowa Estonia).
- 1858–1862 doskonalenie zawodowe w laboratoriach znanych chemików w Niemczech, Francji i Anglii, następnie objął Katedrę Chemii w Szkole Głównej Warszawskiej.
- 1866 zrezygnował ze stanowiska w Szkole Głównej i podjął działalność gospodarczą, jednocześnie inicjując i uczestnicząc w przedsięwzięciach społecznych, charytatywnych i oświatowych.

## Działalność naukowa
W latach 1857–1858 wydał w Warszawie podręcznik Krótki rys chemij organicznej, ze szczególnym względem na rolnictwo, technologię i medycynę (część I i II), nakładem wydawnictwa brata Henryka. W tym podręczniku zastosował ulepszone słownictwo chemiczne. W następnych latach aż do roku 1874 opublikował kilka prac z dziedziny chemii. W 1875 wraz z bratem Ludwikiem oraz księciem Janem Tadeuszem Lubomirskim i Józefem Zamoyskim założył Muzeum Przemysłu i Rolnictwa.

## Działalność gospodarcza
Od 1866 J. Natanson działał jako finansista i przemysłowiec. Wraz z bratem Henrykiem kierował domem bankowym założonym przez ich ojca. W 1870 roku założył, wspólnie z głównym udziałowcem Leopoldem Kronenbergiem i swym bratem Henrykiem, największy wówczas w kraju Bank Handlowy w Warszawie istniejący do dzisiaj. W 1871 był współzałożycielem Towarzystwa Osad Rolnych i Przytułków Rzemieślniczych oraz członkiem jego komitetu.
Od 1871 był udziałowcem w przedsiębiorstwach wydobycia węgla położonych w okolicach Sosnowca, gdzie spółka władała licznymi kopalniami węgla kamiennego. Działał też w przemyśle papierniczym, cukrowniczym i kolejach żelaznych. W 1879 z bratem Ludwikiem założył w Warszawie Szkołę Rzemiosł i Przemysłu.
W 1881 był współzałożycielem Kasy im. Józefa Mianowskiego.

## Działalność społeczna
Jakub Natanson jako pobożny Żyd wspierał hojnie synagogę na Nalewkach oraz był głównym fundatorem nowej, reformowanej Wielkiej Synagogi na placu Tłomackie. Stanowiła ona najważniejszy ośrodek życia religijnego postępowej społeczności żydowskiej w stolicy. Potępiana przez Żydów ortodoksyjnych. Podczas studiów został przyjęty do korporacji akademickiej Konwent Polonia, w której pełnił funkcję „gospodarza” i później wspierał.